# Relaxin' with the Miles Davis Quintet
Relaxin' with the Miles Davis Quintet is een album opgenomen in 1956 door the Miles Davis Quintet in Rudy Van Gelder's studio in Hackensack, New Jersey en uitgebracht in maart 1958.

## Achtergrond
In 1956 had Miles Davis een contract getekend bij het grote label Columbia. Zijn contract bij het kleine Prestige-label liep echter nog een jaar door en hij stemde er in toe dat hij in de loop van dat jaar genoeg materiaal voor vier albums zou opnemen om aan zijn verplichtingen te voldoen. In twee marathonsessies, op 11 mei en 26 oktober 1956 nam het kwintet liefst 24 nummers op. Deze werden verdeeld over vier albums, namelijk Relaxin' with the Miles Davis Quintet, Cookin' with the Miles Davis Quintet, Steamin' with the Miles Davis Quintet en Workin' with the Miles Davis Quintet.
Relaxin' with the Miles Davis Quintet was het tweede album van deze vier dat werd uitgebracht. Op dit album staan geen eigen nummers van Miles Davis. Het betreft zes klassieke nummers die allen een geheel eigen interpretatie krijgen. Ze werden ook alle zes in één take opgenomen, het is als een live-album opgenomen in de studio.

## Nummers
1. "If I Were A Bell" - 8:15
2. "You're My Everything" - 5:18
3. "I Could Write A Book" - 5:10
4. "Oleo" - 5:52
5. "It Could Happen To You" - 6:37
6. "Woody'n You" - 3:01

## Bezetting
- Miles Davis - trompet
- John Coltrane - tenorsaxofoon
- Red Garland - piano
- Paul Chambers - bas
- Philly Joe Jones - drums